# Marcel Charles Léon Cordier
Marcel Charles Léon Cordier, né le 20 décembre 1945 à Nancy, est un poète, écrivain et essayiste lorrain.

## Biographie
Marcel Cordier est issu d'une famille originaire des Vosges, plus précisément du Clerjus,.  
Son père, Léon Cordier-Drouin, était fils d'un instituteur vosgien d'ascendance paysanne et professeur d'allemand de profession. Sous le pseudonyme d'Henri Helcé (LC), Léon Cordier a écrit plusieurs livres, dont des ouvrages scolaires d'allemand et quelques romans régionaux. Pendant la Seconde Guerre mondiale, il a été fait prisonnier et a utilisé ses compétences en langue allemande pour aider d'autres détenus à s'évader. 
La mère de Marcel, Colette Bourquin-Arnoux, était originaire de Besançon. Issue d'une famille ouvrière d'ascendance franc-comtoise catholique et suisse protestante à 50%,.
Marcel Cordier est né le 20 décembre 1945, prénommé en souvenir du seul frère de sa mère décédé à l'âge de 20 ans. Il a grandi dans une famille où les intérêts artistiques et littéraires étaient encouragés, passant ses vacances dans les Vosges et développant un goût marqué pour la nature dès son plus jeune âge,.

### 1945-1956: Période d'après-guerre et Jeunesse
Durant la période d'après-guerre, naissance de sa sœur Marie-Claude en 1947, suivie de Jean-Marie en 1950 et Jacques-Alain en 1957. Il fréquente l'école maternelle Charles III, puis l'école primaire de St Pierre, et enfin celle de Buthégnémont. Ses résultats scolaires sont en général moyens, exception faite de sa matière préférée, l'Histoire, jusqu'en classe de 5ème,.
Les vacances familiales se déroulent dans les Vosges, où Marcel Cordier rend visite à ses grands-parents dans un petit village situé entre Charmes et Mirecourt. C'est là qu'il développe un intérêt marqué pour les matières artistiques telles que la peinture et la littérature,.

### 1956: Début au Lycée Poincaré
En 1956, Marcel Cordier entame sa scolarité au lycée Poincaré, surnommé "POINCA", où il restera neuf années. Dès sa sixième classique, il se distingue en récoltant sa première retenue pour avoir fait remarquer à son professeur de Français que ce dernier n'était en retard "que" de 20 minutes,.

### 1961: Découverte de la littérature
En 1961, Marcel Cordier fait une découverte déterminante en littérature en lisant son premier ouvrage marquant, "Le Lys dans la Vallée" de Balzac, sur les conseils de son professeur de Français de première, M. B. COPPEY. Il reconnaît plus tard que c'est en partie grâce à ce professeur qu'il aura envie de devenir lui-même professeur de Lettres,.

### 1963: rencontre avec Dominique
En 1963, Marcel Cordier rencontre Dominique, qui deviendra par la suite son épouse. Mariés en 1967, ils vécurent deux ans dans le Nord. Dominique est artiste peintre et sculptrice. Elle signe Mido,.

### 1967: Premier succès littéraire
En 1967, Marcel Cordier remporte son premier prix littéraire, le 5ème prix de poésie au Grand Prix Jeunesse de la Voix du Nord, dont le jury est présidé par Pierre Seghers,.

### 1968: Année de changements et de défis
En 1968, Marcel Cordier est témoin des événements de Mai en France, tandis qu'il se consacre à la préparation de son dernier certificat de licence. Cette année est également marquée par la naissance de son premier fils, Alain-Tristan, le 31 juillet, qui deviendra un grand spécialiste de la musique africaine.Marcel Cordier se lance dans son sujet de maîtrise sur "Le Visible et l'Invisible dans les œuvres poétiques de Lamartine", une proposition de son professeur Raphaël MOLHO,.

### 1969-1970: Perte familiale et nouvelle vie
En 1969, Marcel Cordier fait face au décès subit de son père, une épreuve qui marque sa vie. L'année suivante naissance de son deuxième fils, Raphaël, le 15 janvier. Marcel Cordier obtient brillamment sa maîtrise avec la mention très bien. Il publie son recueil de poèmes "MAUX CROISES", encouragé par des figures littéraires telles que Queneau, René de Obaldia et Henri Guillemin. Par ailleurs, son intérêt pour la politique s'affirme davantage, et il devient professeur de Français au lycée de Dieuze avant d'accomplir son service militaire à partir de décembre,.

### 1971: Essor littéraire et engagements multiples
En 1971, Cordier connaît plusieurs jalons importants dans sa vie et sa carrière :
•	Première lecture de l'un de ses poèmes sur les ondes nationale en janvier, marquant ainsi ses débuts en tant que poète reconnu.
•	Son parallèle entre De Gaulle et Lamartine est publié dans l'hebdomadaire L'Actualité, témoignant de son intérêt pour la politique et la littérature.
•	Cordier entame des correspondances avec des personnalités influentes telles qu'André Malraux, Philippe Barrès, Edgar Faure, Michel Droit, Jean Dutourd, Michel Debré, Fouchet, Messmer, Maurice Schumann, entre autres, élargissant ainsi son réseau et sa reconnaissance dans le monde intellectuel.
•	Il reçoit le diplôme d'honneur des Poètes Lorrains, une reconnaissance de son talent poétique et de son engagement dans le domaine littéraire.
•	Malgré l'abandon de sa thèse de doctorat de 3ème cycle, Marcel Cordier poursuit son engagement académique en tant que professeur de Lettres, étant engagé en décembre à l'Institution St Joseph de Laxou,.

### 1972: Engagements politique
En 1972, Marcel Cordier s'engage également dans la politique en rejoignant le Front Progressiste, un mouvement gaulliste de gauche d'opposition proche du Parti Socialiste. Il reçoit un diplôme d'honneur des Écrivains des Provinces Françaises. Son activité académique et son expertise en littérature sont également mises en avant, notamment avec l'annonce de sa conférence à Lyon sur "Lamartine et les Grottes" par le journal L'Essor. L'article précise que "Marcel Cordier suit en connaisseur, à travers l'œuvre, l'évolution de ce thème", soulignant ainsi son expertise dans ce domaine littéraire,.

### 1972-1980: Succès littéraires et activisme culturel
Ces années sont marquées par son implication dans des associations littéraires et artistiques, ainsi que par la publication régulière de ses œuvres littéraires, notamment des recueils de poèmes et des contes. Il poursuit son enseignement tout en s'impliquant dans des activités culturelles et en voyageant à travers la France, essentiellement . Ses contributions à la vie culturelle et politique locale et nationale lui valent une reconnaissance croissante, illustrée par les nombreux prix et distinctions qu'il reçoit,.

### 1981-1988: Immersion dans la culture de gauche
L’élection de François Mitterrand le 10 mai  1981 le fait exploser de joie et jette Marcel Cordier dans une effervescence active dans le domaine culturel avec, notamment , la légalisation des radios libres jusque-là interdites. 
Pour se donner à sa passion de l’écriture et nourrir son ambition de devenir écrivain à part entière («  Un jour, je vivrai de ma plume ! » aimait- il s’exclamer ), Marcel Cordier  trouve refuge, le week-end et pendant les congés scolaires, dans la maison vosgienne grand- parentale de son enfance dont il hérite. Aujourd’hui encore, le nom du village est gardé secret par le couple.

## Publications[3],[4]
L’œuvre de Marcel Cordier comprend plus de trente ouvrages, couvrant un large éventail de genres et de thèmes. Parmi ses publications notables figurent:
•	Lamartine, poète de l'invisible, Éditions de l'Université de Lille, 1970.
•	Maux croisés : Poèmes 1970 (hors commerce) avec portrait de l’auteur par Claude Guion.
•	Mât de cocagne : Choix de contes et poèmes aux éditions PJ Oswald Paris 1974 avec portrait de l’auteur par Xavier Degans (ancien élève de Salvador Dali), préface de Raphaël Molho (professeur à l’Université de Paris X).
•	Kaki ou le Service militaire : Témoignage 1974 (hors commerce).
•	Nancy soit-il : Récit aux éditions ARTS et LETTRES à Nancy 1975. Illustrations de Dominique Davril.
•	Des feuilles et des branches : Poèmes, préface de Pascal Chipot aux éditions Art et Poésie (première et seconde édition) à Paris 1976. Grand Prix des Poètes Lorrains.
•	Nancy Story : Récit aux éditions Nancéiennes 1976. Illustration d’Eddy Munerol (auteur du Giscarte). Préface de François Matenet.
•	Nancyclique et Nancyclaque : Récit aux éditions Nancéiennes 1977.Illustrations de Bruno Carpentier. Préface de Jacques Debû-Bridel (Prix Interallié, ancien sénateur RPF).
•	Aux arbres citoyens : Poèmes 1977 pour 200 sérigraphies de Sandor Kiss et Bernard Charpentier.
•	Quatre Vents : Poèmes en 1978 en collaboration avec Maurice Carême (Prince des Poètes), Gérard Simon et Didier Vincent. Illustrations de Philippe Francomme. Éditions Club Poésie.
•	L’ Amour la mort : Poèmes en 1979. Illustrations de Jean-François Cornu (élève de l’auteur à l’époque), Philippe Delestre et Jacques Koskowitz. Préface de Joseph Paul Schneider. Éditions de la Vie Paris. Prix Hippolyte Roy de l'Académie de Stanislas.
•	Les côtes de Meuse : Guide Illustré écrit en collaboration avec Jean Claude Dubos. Imprimerie Moderne Pont à Mousson 1980. 2eme prix des Conseils généraux de Lorraine.
•	Nouvelles Lorraines : Récits en collaboration avec 11 autres auteurs. Préface de Frédéric Pottecher. Éditions Pierron Sarreguemines 1980. Prix Maurice Barrès 1980.
•	Nancy la belle : Poèmes 1980. Illustrations de Christian Jam, textes de Jean-Marie Cuny. Préface de Félix Vazemmes. Présentation de Claude Coulais (Maire de Nancy). Aux éditions Pierron.
•	Heucheloup ou la Lorraine sauvage : Contes et nouvelles en collaboration avec son épouse en 1980. Illustrations de Sandor Kiss et Francis Bergbauer. Préface de Jean Robinet (Président des Ecrivains-Paysans). Présentation de Jean Dutourd de l’Académie Française. Éditions Pierron. Ouvrage couronné par l'Académie française.
•	Les demeures où ils vécurent en Lorraine : Chroniques illustrées en 1981. Préface de François Nourissier de l’Académie Goncourt. Éditions Pierron. Ouvrage couronné par l'Académie Ausone (Metz) et la Société nationale de géographie.
•	Allées et avenues : Poèmes. Éditions Nancéiennes, 1982.
•	Taureaumagies : Poèmes pour une exposition de B. Charpentier, S. Kiss et G. Mangin. Éditions de la Vie. Paris, 1982.
•	Leurs demeures en Lorraine : Chroniques illustrées. Préface de Maurice Toesca. Éditions Pierron, 1983. À partir de ce livre, M. Cordier a réalisé un film pour FR3.
•	Un Grand Lorrain : Lyautey : Biographie. Éditions Michaut, Saint-Seine-L'Abbaye, 1984.
•	Victor Hugo, homme de l'Est : Biographie. Préface d'Hervé Bazin. Éditions Pierron, Sarreguemines, 1985.
•	L'héroïque Bigeard : Biographie. Préface d'Alain Peyrefitte. Éditions Horvath, Le Coteau, 1986.
•	Nancy Symphonie :  Poèmes. Éditions Klopp. Thionville, 1986.
•	Les Ombelles du Caucase :  Roman. Éditions Pierron, 1990.
•	Hommes et lieux de mémoire : Chroniques illustrées. Éditions Pierron, 1991.
•	Marie Marvingt, la femme d'un siècle : Biographie, Éditions Pierron, 1991. À partir de ce livre, un documentaire a été réalisé en 2006 pour France 3.
•	Les trottoirs de la mer : Roman. Éditions Guéniot, Langres, 1995.
•	La sève et le sang : Poèmes. Éditions de la Vie, Paris, 1995.
•	Œillades : Poèmes. Éditions du Regard, Paris, 1996.
•	L'académie du Goncourt intime : L'Harmattan, 1997.
•	Les lacets de la liberté : Roman. Éditions Pierron, 1998.
•	Le sang des cerises : Roman.  Éditions de l'Officine, Paris, 2003.
•	La lorraine des écrivains : Éditions du Sapin d'Or, 2008.
•	Un Grand Amour, Alain-Fournier et le Grand Meaulnes : Éditions Pierron, 2008.
•	Lorraine, Secrète et Insolite : Éditions du Sapin d'Or, 2011.

## Prix et reconnaissances
Marcel Cordier a été récompensé par plusieurs prix littéraires:
•	Lauréat de l'Académie française avec son épouse en 1981, prix Broquette-Gonin (littérature) pour son œuvre Heucheloup ou la Lorraine sauvage.
•	Membre de la Société des Gens de Lettres.
•	Lauréat de l'Académie de Stanislas (Nancy), prix Hippolyte Roy en 1979 pour son recueil "L'Amour, la Mort", où il est Associé-Correspondant.
•	Lauréat du Grand Prix Jeunesse de la Voix du Nord 1968/1969.
•	Le prix national Louis Pergaud pour sa biographie de Victor Hugo, homme de l'Est.
•	Mention spéciale du Prix Émile Moselly 1975.
•	Lauréat des Conseils généraux de Lorraine pour son œuvre sur Les Côtes de Meuse.
•	Médaille des villes de Bordeaux et Verdun.
•	Lauréat de l'Académie Ausone (Metz).
•	Prix d'Honneur de la Société des Écrivains des Provinces Françaises.
•	Grand Prix des poètes lorrains 1975
•	Lauréat du Prix Maurice Barrès 1980 pour "La Maison"
•	Lauréat de la Société nationale de géographie.
•	Prix Littéraire National de l'Andouille (du Val d'Ajol).